# Gregory Lawrence Parkes
Gregory Lawrence Parkes (Mineola, 2 aprile 1964) è un vescovo cattolico statunitense, dal 28 novembre 2016 vescovo di Saint Petersburg.

## Biografia
Gregory Lawrence Parkes è nato a Mineola, nello stato di New York, il 2 aprile 1964 ed è il secondo dei tre figli di Joan and Ron Parkes. Suo fratello Stephen è vescovo di Savannah.

### Formazione e ministero sacerdotale
Nel 1986 ha conseguito il Bachelor of Arts in finanza presso l'Università statale della Florida a Tallahassee e poi ha lavorato nell'industria bancaria come assistente vicepresidente di una banca a Tampa dal 1986 al 1993. In questo periodo frequentava la parrocchia di Cristo Re a South Tampa.
Entrato in seminario, ha studiato al seminario provinciale "San Vincenzo de' Paoli" a Boynton Beach dal 1993 al 1996. Nel 1996 ha conseguito il Bachelor of Arts in filosofia e poi è stato inviato a Roma per studi. Ha preso residenza nel Pontificio collegio americano del Nord. Nel 1998 ha ottenuto il baccalaureato in teologia presso la Pontificia Università Gregoriana.
L'8 ottobre 1998 è stato ordinato diacono nella basilica di San Pietro in Vaticano. Il 26 giugno 1999 è stato ordinato presbitero per la diocesi di Orlando da monsignor Norbert Mary Leonard James Dorsey. L'anno successivo ha conseguito la licenza in diritto canonico presso la Pontificia Università Gregoriana. Tornato in patria è stato vicario parrocchiale della parrocchia della Sacra Famiglia a Orlando dal 2000 al 2004; segretario generale del primo sinodo diocesano di Orlando dal 2005 al 2007; cancelliere per gli affari canonici e parroco della parrocchia del Corpus Christi a Celebration dal 2005 al 2012 e vicario generale dal 2009 al 2012.

### Ministero episcopale
Il 20 marzo 2012 papa Benedetto XVI lo ha nominato vescovo di Pensacola-Tallahassee. Ha ricevuto l'ordinazione episcopale il 5 giugno successivo nella chiesa di San Paolo a Pensacola dall'arcivescovo metropolita di Miami Thomas Gerard Wenski, co-consacranti il vescovo di Saint Augustine Felipe de Jesús Estévez e quello di Orlando John Gerard Noonan.
Nel maggio del 2012 ha compiuto la visita ad limina.
Il 28 novembre 2016 papa Francesco lo ha nominato vescovo di Saint Petersburg. Ha preso possesso della diocesi il 4 gennaio successivo con una celebrazione nella cattedrale di San Giuda apostolo a St. Petersburg.
Nel febbraio del 2020 ha compiuto una seconda visita ad limina.
In seno alla Conferenza dei vescovi cattolici degli Stati Uniti è membro del sottocomitato per gli affari dei nativi americani dal 2015, membro del comitato per gli affari canonici e il governo della Chiesa dal 2 gennaio 2018, membro del comitato per le comunicazioni dal 16 novembre 2018 e membro del comitato per il bilancio e le finanze. Dal 14 novembre 2018 è tesoriere della stessa.
È anche vescovo delegato presso il Consiglio nazionale delle donne cattoliche (NCCW) dal 2016 e membro del consiglio di amministrazione di Catholic Relief Services dal 2017.
Oltre all'inglese, conosce lo spagnolo e l'italiano.

## Genealogia episcopale
La genealogia episcopale è:
- Cardinale Scipione Rebiba
- Cardinale Giulio Antonio Santori
- Cardinale Girolamo Bernerio, O.P.
- Arcivescovo Galeazzo Sanvitale
- Cardinale Ludovico Ludovisi
- Cardinale Luigi Caetani
- Cardinale Ulderico Carpegna
- Cardinale Paluzzo Paluzzi Altieri degli Albertoni
- Papa Benedetto XIII
- Papa Benedetto XIV
- Papa Clemente XIII
- Cardinale Marcantonio Colonna
- Cardinale Giacinto Sigismondo Gerdil, B.
- Cardinale Giulio Maria della Somaglia
- Cardinale Carlo Odescalchi, S.I.
- Cardinale Costantino Patrizi Naro
- Cardinale Lucido Maria Parocchi
- Papa Pio X
- Cardinale Gaetano De Lai
- Cardinale Raffaele Carlo Rossi, O.C.D.
- Cardinale Amleto Giovanni Cicognani
- Cardinale Pio Laghi
- Arcivescovo John Clement Favalora
- Arcivescovo Thomas Gerard Wenski
- Vescovo Gregory Lawrence Parkes

## Araldica
| Stemma | Titolare                                            | Descrizione |
|        | Gregory Lawrence Parkes Vescovo di Saint Petersburg | Partito: al primo inquartato abbassato: al I di rosso alla torre d'oro aperta di nero e finestrata da una croce dello stesso; al II d'oro al leone di rosso; al III d'oro alla punta di freccia di rosso all'insù; al IV di rosso, all'ascia d'oro; alla croce dell'uno nell'altro attraversante sul tutto; al secondo troncato: al I d'argento a tre rincontri di cervo di rosso; al II d'oro alla lettera P addestrata di rosso con una traversa dello stesso, sinistrata in punta da un Sacro Cuore di rosso, spinato di nero e fiammeggiante d'oro. Ornamenti esteriori da vescovo. Motto: "Nomini tuo da Gloriam". |